# ADAC GT Masters
ADAC GT Masters är ett tyskt mästerskap för GT-bilar.

## Format
ADAC GT Masters är ett nationellt mästerskap som anordnas av den tyska bilklubben ADAC. Serien följer i princip samma regelverk som FIA GT3-EM.

## Säsonger
| År   | Mästare                                  | Team                    |
| ---- | ---------------------------------------- | ----------------------- |
| 2007 | Christopher Haase                        | Reiter Engineering      |
| 2008 | Tim Bergmeister                          | Team Flatex-Reiter      |
| 2009 | Christian Abt                            | Callaway Competition    |
| 2010 | Peter Kox Albert von Thurn und Taxis     | Abt Sportsline          |
| 2011 | Dino Lunardi Alexandros Margaritis       | Reiter Engineering      |
| 2012 | Sebastian Asch Maximilian Götz           | MS RACING Team          |
| 2013 | Diego Alessi Daniel Keilwitz             | Prosperia C. Abt Racing |
| 2014 | René Rast Kelvin van der Linde           | Prosperia C. Abt Racing |
| 2015 | Sebastian Asch Luca Ludwig               | Schubert Motorsport     |
| 2016 | Christopher Mies Connor De Phillippi     | Land Motorsport         |
| 2017 | Jules Gounon                             | Callaway Competition    |
| 2018 | Mathieu Jaminet Robert Renauer           | MANN-FILTER Team HTP    |
| 2019 | Patric Niederhauser Kelvin van der Linde | HCB Rutronik Racing     |
| 2020 | Michael Ammermüller Christian Engelhart  | SSR Performance         |
| 2021 | Ricardo Feller Christopher Mies          | Land Motorsport         |
| 2022 | Raffaele Marciello                       | Emil Frey Racing        |
| 2023 | Elias Seppänen Salman Owega              | Haupt Racing Team       |
| 2024 | Elias Seppänen Tom Kalender              | Landgraf Motorsport     |